# Aupouriella
Aupouriella is een geslacht van haften (Ephemeroptera) uit de familie Leptophlebiidae.

## Soorten
Het geslacht Aupouriella omvat de volgende soorten:
- Aupouriella pohei